# Andernach
Andernach é uma cidade da Alemanha, localizada no distrito de Mayen-Koblenz, estado de Renânia-Palatinado.
Na cidade encontra-se o geiser de água fria mais alto do mundo, cujos jatos atingem alturas de 30 a 60 metros.

## Ligações externas

Castelo de Namedy
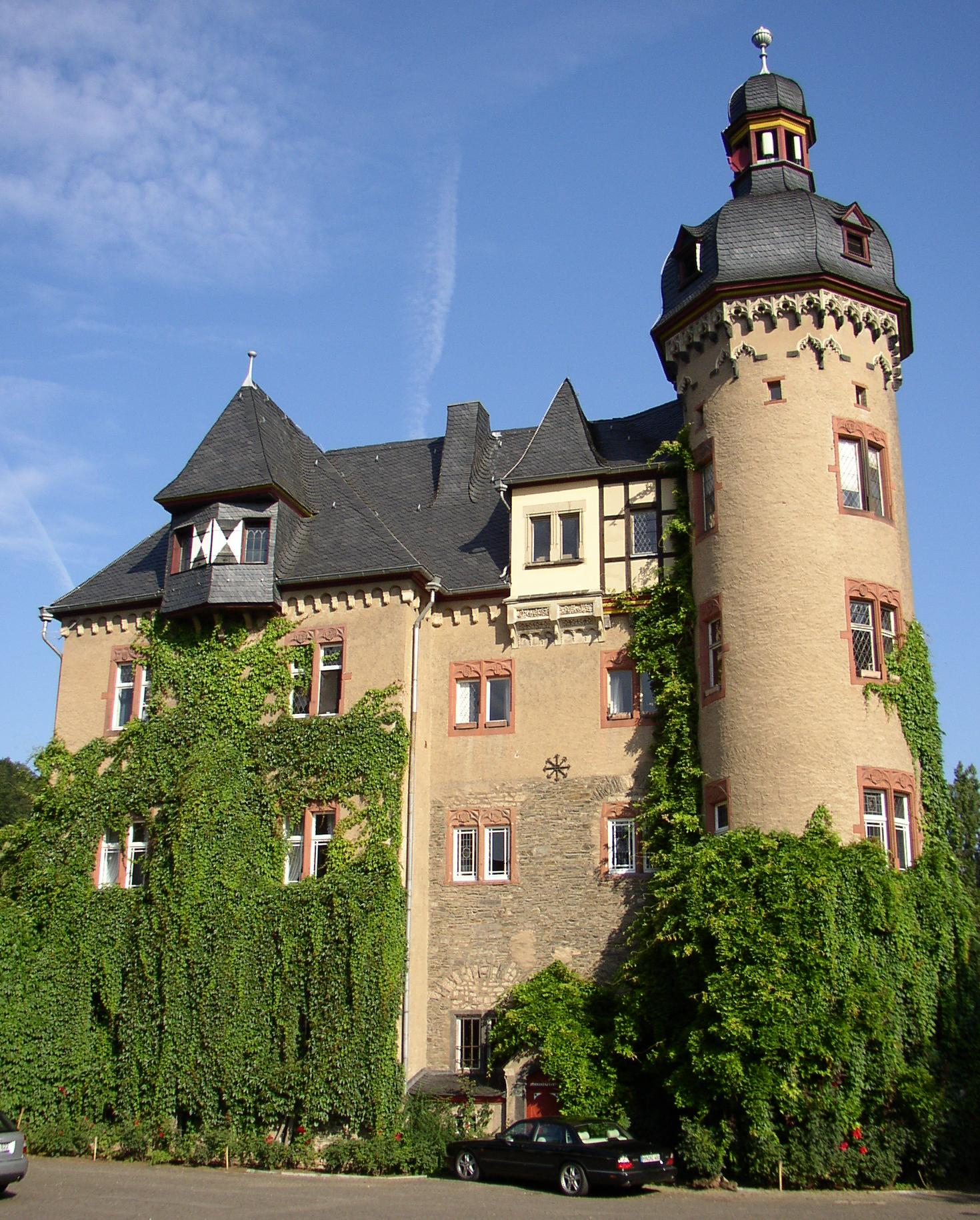
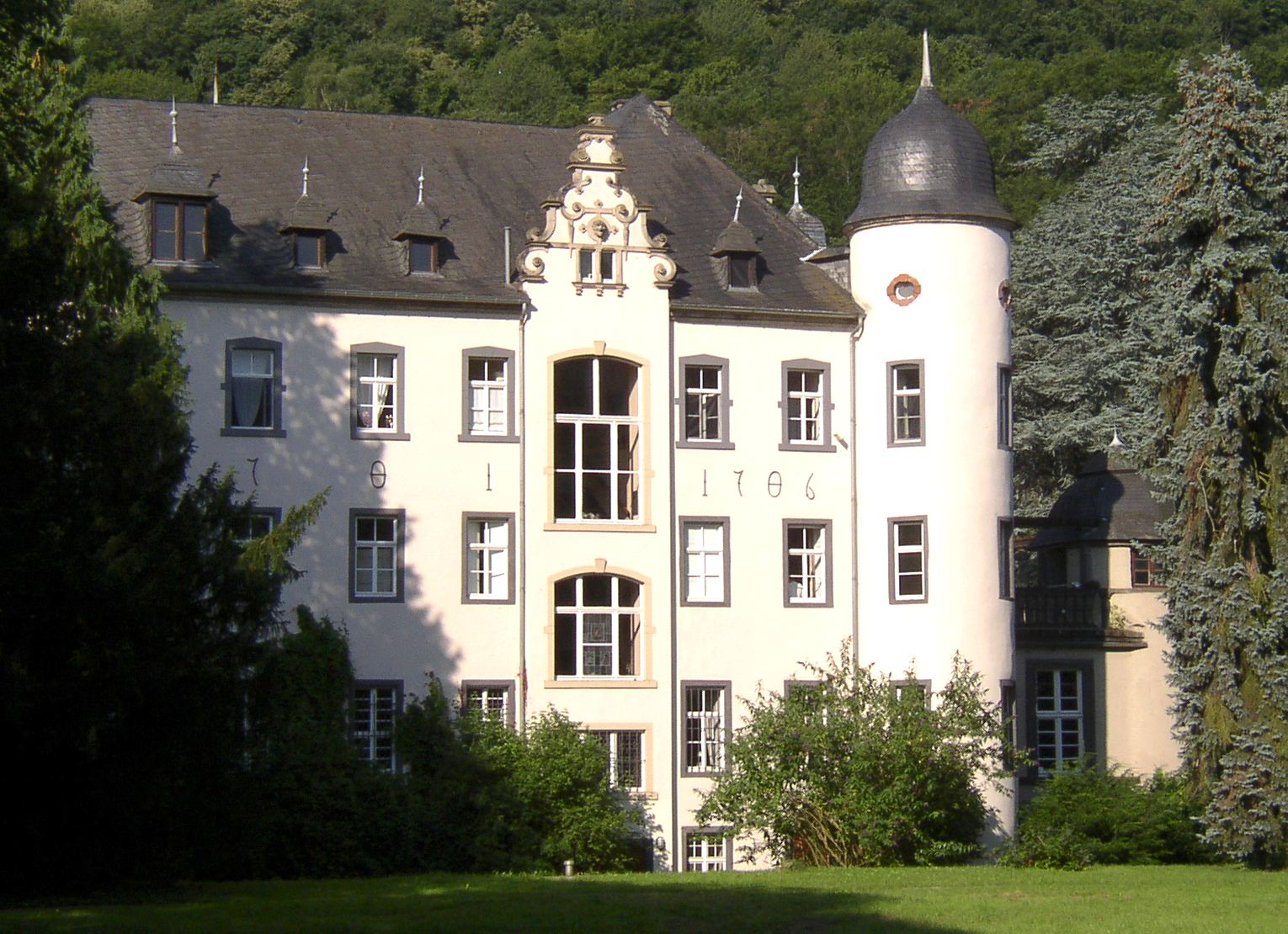
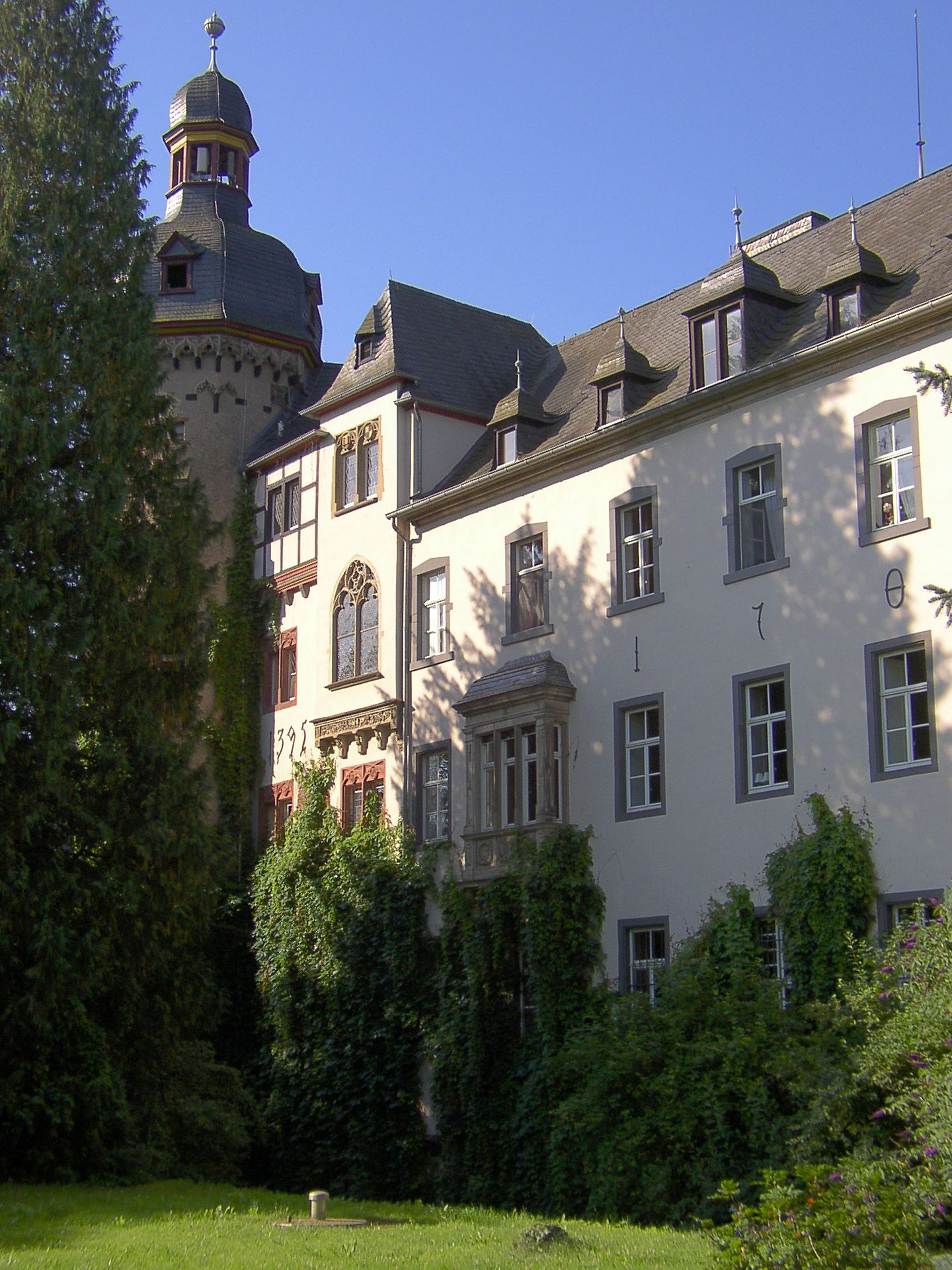